# Marlon Torres
Marlon Aldair Torres Obeso, noto semplicemente come Marlon Torres (Barranquilla, 17 aprile 1996), è un calciatore colombiano, difensore del Deportes Tolima.

## Palmarès

### Club

#### Competizioni nazionali
- Súper Liga: 1

Atlético Nacional: 2016
- Campionato colombiano: 2

América de Cali: 2019-II, 2020